# Les Patriotes
Ne doit pas être confondu avec Nos patriotes.
Pour les articles homonymes, voir Le Patriote, Patriote et Les Patriotes (homonymie).
Pour plus de détails, voir Fiche technique et Distribution.
Les Patriotes est un film d'espionnage français d'Éric Rochant sorti en 1994, mettant en scène le parcours d'un jeune Français dans les services de renseignement israéliens.

## Synopsis
Dans les années 1980, Ariel Brenner, un jeune Juif parisien de 18 ans, s'installe en Israël. Il veut s'engager dans les services secrets. Tout d'abord candidat pour entrer au Mossad, il est finalement recruté par un service indépendant, travaillant en marge des services officiels, appelé « Unité 238 » ou « Unité atomique ».
Après une longue formation, ses fonctions l’amènent à être intégré à deux opérations assez différentes en France et aux États-Unis.
Tout d'abord, la manipulation d'un physicien français travaillant à un projet de construction d'une centrale nucléaire dans un pays arabe, afin d'en obtenir des documents confidentiels.
Ensuite, le traitement de Jeremy Pelman, officier du renseignement américain à la NSA, de confession juive, qui contacte de lui-même les services secrets israéliens pour proposer sa collaboration suscitée par son admiration de l’État d'Israël.

## Fiche technique
- Titre original : Les Patriotes
- Titre anglophone : The Patriots[1]
- Réalisation et scénario : Éric Rochant
- Musique : Gérard Torikian, Isaac Albéniz (leitmotiv musical ː Suite espanola no. 1 op. 47 asturias)
- Photographie : Pierre Novion
- Montage : Pascale Fenouillet
- Costumes : Marie Malterre
- Décors : François Comtet et Thierry François
- Production : Alain Rocca
  - Coproduction : Boudjemaa Dahmane et Gérard Louvin
  - Production associée : Adeline Lecallier et Christophe Rossignon
  - Production déléguée : Gene Rosow et Katriel Schori
- Sociétés de production : Gaumont, Glem Production, Les Productions Lazennec et Société Française de Production
- Société de distribution : Gaumont Buena Vista International (France)
- Pays de production :  France
- Langues originales : français, anglais et hébreu
- Genre : espionnage, thriller
- Format : couleurs  -  2,35:1 - Stéréo
- Durée : 138 minutes
- Dates de sortie[1] : 
  - France : 1er juin 1994
  - Canada : 15 septembre 1994 (Festival international du film de Toronto)

## Distribution
- Yvan Attal : Ariel Brenner
- Richard Masur (VF : Michel Papineschi) : Jeremy Pelman
- Yossi Banai : Yossi
- Nancy Allen (VF : Frédérique Tirmont) : Catherine Pelman
- Bernard Le Coq : Bill Haydon
- Allen Garfield : Eagleman
- Sandrine Kiberlain : Marie-Claude
- Maurice Bénichou : Yuri
- Emmanuelle Devos : Rachel
- Hippolyte Girardot : Daniel
- Christine Pascal : Laurence Brenner, la sœur d'Ariel
- Jean-François Stévenin : Rémy Prieur
- André Engel : le père d'Ariel
- Elizabeth Macocco : la mère d'Ariel
- Dan Toren : Ran Ostrovitch
- Ezra Kafri : le 3e instructeur
- Rami Danon (VF : Féodor Atkine) : Pinkhas
- Roger Mirmont et Myriem Roussel : les amis de Laurence
- Makram Khoury (VF : Richard Darbois) : Barak
- Éva Darlan : Mme Prieur
- Beata Nilska : Héléna
- John P. Ryan : Arthur

## Musique
Sauf indication contraire, les informations mentionnées dans cette section peuvent être confirmées par la base de données cinématographiques IMDb,  présente dans la section « Liens externes ».
- Asturias d'Isaac Albéniz.
- You Don't Know Me par Caetano Veloso.
- It's a Long Way par Caetano Veloso.

## Accueil

### Box-office
Cumulé en semaines d'exploitation:
| Pays ou région | Box-office      | Date d'arrêt du box-office | Nombre de semaines |
| -------------- | --------------- | -------------------------- | ------------------ |
| France         | 321 469 entrées | juillet 1998               |                    |

### Critiques
Le film se fit éreinter par la critique, il sortit dans la foulée de sa sélection du festival de Cannes et ne trouva pas son public, probablement à cause des critiques cannoises négatives et encore fraîches. Le film a subi un important échec commercial, avec seulement 321 000 spectateurs lors de sa sortie,.
Selon Le Monde, « le film d'espionnage, [...], n'a jamais été une spécialité française. Les Patriotes, [...], est une notable exception à cette règle, certainement l'un des plus brillants hommages rendus au genre par le cinéma français ».
Selon Arte à l'occasion de sa rediffusion en 2023, « très inspiré par les romans d’espionnage de John Le Carré, Éric Rochant réalise avec ce troisième film [...] une œuvre dense et haletante, très documentée. Les Patriotes nous fait pénétrer l’univers âpre du renseignement international. ».
Selon Télérama, « Éric Rochant signe un grand film de genre, un récit d’espionnage spectaculaire et subtil, mais aussi une réflexion fine sur l’identité et la manipulation, porté par une distribution éclatante ».
Sophie Grassin de l'Obs le trouve « d’une sobriété exemplaire, réaliste et documenté [...], ce film sur les dilemmes moraux montre la mécanique du métier d’espion : poser un micro, subir des heures d’écoute un casque sur les oreilles, mettre au point des usines à gaz pour acculer sa proie à livrer ce qu’elle sait ».

## Distinctions

### Nominations
- Festival de Cannes 1994 : Sélection officielle
- César 1995 : nomination pour le César du meilleur espoir féminin pour Sandrine Kiberlain

## Analyse

### Inspiration de faits réels
Bien que le film dénie toute ressemblance avec des personnages et faits réels, l'« Unité 238 » est inspirée du Lakam, service spécialisé dans le renseignement scientifique dont l'existence fut longtemps tenue secrète par Israël.
Le film fait référence aux actions des services israéliens visant à empêcher l'Irak d'acquérir la technologie nucléaire. En premier, Ils approchent des ingénieurs nucléaire travaillant sur le projet de Centrale nucléaire dans un pays arabe afin qu'ils fournissent des documents confidentiels. De même, le film évoque un assassinat à Paris, rappelant celui d'Yahya Al-Meshad, ingénieur atomiste égyptien et responsable de programme nucléaire irakien retrouvé égorgé à l'hôtel Méridien. Quelque temps plus tard, une prostituée parisienne, soupçonnée d’avoir eu un lien avec la mort de Meshad, a elle-même été tuée renversée par une automobile qui a pris la fuite. Le film évoque cet accident en laissant planer l'ambiguité sur le fait que le personnage de Marie-Claude en ait été victime. Les premières actions entreprises n'ayant pu empêcher la poursuite du projet, le gouvernement israélien décide le bombardement du site nucléaire d'Osirak en Irak par un raid de l'aviation israélienne lors de l'opération Opéra (évènement succinctement évoqué au milieu du film avec le passage d'avions militaires – des F16 – et les images d'archive d'un entretien télévisé de Menahem Begin après l'opération).
Le personnage de Jeremy Pelman, officier du renseignement américain, est inspiré de Jonathan Pollard qui a livré des secrets des services américains à Israël. Le Lakam fut officiellement supprimé en 1986 à la suite de l'affaire Pollard,.
Le personnage de Yossi pourrait être inspiré de Rafi Eitan, légende du Mossad et directeur du Lakam dans les années 1980. Il avait l'habitude de dire à ses interlocuteurs : « au moins vous ne voyez pas tout en rose », phrase proche d'une des dernières répliques du film.
Les noms des personnes, institutions, et les faits ont été modifiés dans ce film de fiction.

### Référence à John le Carré
Le personnage incarné par Bernard Le Coq, Bill Haydon, est nommé ainsi en référence à Bill Haydon, un personnage du roman La Taupe de John le Carré, auteur qui a beaucoup influencé Éric Rochant pour ce film.

## Autour du film
Ce film est le troisième d'Éric Rochant, jeune metteur en scène lancé par le succès énorme et inattendu d'Un monde sans pitié (1989) suivi de l'échec de son deuxième film Aux yeux du monde (1991). Selon Jacques Mandelbaum du Monde,  C'est une « grosse production où le réalisateur jouait une conception à la fois populaire et ambitieuse du cinéma ». Grâce au travail du producteur Alain Rocca, Les Patriotes bénéficia d'un budget très important et d'un très long délai de tournage : 24 semaines, un vrai luxe pour Éric Rochant. Le film s'est fait dans trois pays pour les extérieurs : France, États-Unis, Israël. Les scènes d'intérieur ont été tournées dans les studios de Bry-sur-Marne.
Eric Rochant fut obligé de sacrifier plusieurs scènes au montage, notamment des scènes qui relatent l'enfance du personnage principal.
Le film était prêt à sortir en février-mars 1994, mais les producteurs, forts du succès rencontré durant les projections de presse, décidèrent de différer la sortie pour qu'il puisse participer au festival de Cannes. Il ne reçut aucun prix et fut éclipsé par Pulp Fiction de Quentin Tarantino qui reçut la Palme d'or.
À la suite du peu de succès du film, les producteurs et le metteur en scène tombèrent de haut, même si Yvan Attal avoue dans un documentaire sur le film (proposé en bonus DVD et Blu-ray du film) que l'équipe du film a peut-être simplement surestimé le potentiel d'un film qu'il juge « long, noir et lent ».
Le film est projeté aux nouvelles recrues des services de renseignement extérieurs français du fait de son niveau de réalisme,.